# Râul Horoiata
Râul Horoiata (numit și Râul Horăița, Râul Horăiata sau Râul Hovrăleata) este un afluent din partea dreaptă al râului Bârlad, cu o lungime de 35 km, situat în Colinele Tutovei. Traversează satele Fundu Văii, Căpușneni, Orgoiești, Vișinari, Vlădești, Corlătești, Ulea, Unțești și Horoiata. 